# Phó sao
Phó sao, còn được gọi là á sao, là một thiên thể có khối lượng nhỏ hơn khối lượng nhỏ nhất để duy trì phản ứng hợp hạch (khoảng 0,08 khối lượng Mặt Trời). Định nghĩa này bao gồm các sao lùn nâu và các ngôi sao trước đây tương tự như EF Eridani B, và cũng có thể bao gồm các thiên thể có khối lượng cỡ hành tinh, không phụ thuộc vào cơ chế hình thành của chúng và liệu chúng có liên quan đến một ngôi sao chính hay không.
Giả sử rằng một phó sao có thành phần tương tự Mặt Trời và ít nhất có khối lượng tương đương Sao Mộc (khoảng 10−3 khối lượng Mặt Trời), bán kính của nó sẽ tương đương với Sao Mộc (khoảng 0,1 bán kính Mặt Trời) không phụ thuộc vào khối lượng của phó sao đó (các sao lùn nâu có khối lượng dưới 75-80 lần khối lượng Sao Mộc). Điều này là do lõi của một phó sao như vậy ở khoảng trên của khối lượng (ngay dưới giới hạn đốt cháy hydro) bị suy biến hoàn toàn, với mật độ ≈103 g/cm³, nhưng sự suy biến này giảm đi khi giảm khối lượng cho đến khi ở mức khối lượng của Sao Mộc thì một phó sao có mật độ lõi nhỏ hơn 10 g/cm³. Mật độ giảm làm cân bằng giảm khối lượng, giữ cho bán kính xấp xỉ không đổi.
Các phó sao như sao lùn nâu không đủ khối lượng để hợp hạch hydro và heli, do đó không trải qua tiến hóa sao thông thường, một quá trình hạn chế tuổi thọ của các ngôi sao.
Một phó sao có khối lượng ngay dưới giới hạn hợp hạch hydro có thể khơi ngòi phản ứng hợp hạch hydro tạm thời ở lõi của nó. Mặc dù điều này sẽ cung cấp một ít năng lượng, nhưng không đủ để vượt qua sự co ngót hấp dẫn đang diễn ra của thiên thể này. Tương tự như vậy, mặc dù một thiên thể có khối lượng trên khoảng 0,013 khối lượng Mặt Trời sẽ có thể hợp hạch deuteri  trong một khoảng thời gian, nhưng nguồn năng lượng này sẽ cạn kiệt trong khoảng 106 đến 108 năm. Ngoài những nguồn này, bức xạ của một phó sao cô lập chỉ đến từ việc giải phóng thế năng hấp dẫn của nó, khiến nó dần dần nguội đi và co lại. Một phó sao trên quỹ đạo xung quanh một ngôi sao sẽ co lại chậm hơn, do nó được ngôi sao giữ ấm, tiến đến trạng thái cân bằng, trong đó lượng phát xạ năng lượng của nó bằng lượng năng lượng nó nhận được từ ngôi sao.
Các phó sao là đủ nguội để có hơi nước trong khí quyển của chúng. Quang phổ học hồng ngoại có thể phát hiện màu sắc khác biệt của nước trong các phó sao có kích thước cỡ hành tinh khí khổng lồ, ngay cả khi chúng không nằm trên quỹ đạo xung quanh một ngôi sao.

## Phân loại
Năm 1918 William Duncan MacMillan đề xuất phân loại các phó sao thành ba loại dựa vào mật độ và trạng thái pha của chúng: rắn, chuyển tiếp và khí tối màu (không phải sao). Các thiên thể rắn bao gồm Trái Đất, các hành tinh đất đá nhỏ hơn và các vệ tinh; với Sao Thiên Vương và Sao Hải Vương (cũng như các hành tinh tiểu Sao Hải Vương và siêu Trái Đất sau này) là những thiên thể chuyển tiếp giữa rắn và khí. Sao Thổ, Sao Mộc và các hành tinh khí khổng lồ lớn đang ở trạng thái  "khí" hoàn toàn.